# Gaborone Dam
Gaborone Dam är en sjö i Botswana.   Den ligger i distriktet South-East, i den sydöstra delen av landet, 7 km söder om huvudstaden Gaborone. Gaborone Dam ligger 1 000 meter över havet. Arean är 18,6 kvadratkilometer. Den sträcker sig 8,5 kilometer i nord-sydlig riktning, och 9,1 kilometer i öst-västlig riktning.
Omgivningarna runt Gaborone Dam är huvudsakligen savann. Trakten runt Gaborone Dam är nära nog obefolkad, med mindre än två invånare per kvadratkilometer.